# Eva Mayr-Stihl
Eva Mayr-Stihl (* 4. Januar 1935 in Stuttgart; † 9. April 2022) war eine deutsche Unternehmerin und Stifterin. Sie war die Schwester des Unternehmers Hans Peter Stihl und die Tochter des Unternehmensgründers Andreas Stihl.

## Leben
Nach ihrem Betriebswirtschafts- und Sprachenstudium in München und Stuttgart trat Eva Mayr-Stihl 1960 in das väterliche Waiblinger Unternehmen Stihl ein. Dieses hatte 1959 mit 638 Mitarbeitern einen Umsatz von 17,6 Mio. DM erzielt. Sie war dort zunächst in den Bereichen Werbung und Marktforschung tätig. 1969 trat sie in die Geschäftsführung des Unternehmens ein und übernahm dort das Marketingressort. 1975 wurde sie Geschäftsführerin für die Bereiche Finanzen/Controlling. 1998 wurde sie stellvertretende Vorsitzende und Mitglied des Vorstandes der Stihl AG und war dort weiterhin für die Bereiche Finanzen und Controlling sowie zusätzlich für EDV verantwortlich. Entscheidende Bedeutung für die Entwicklung der Stihl-Gruppe hatte sie während der Zeit, in der ihr Bruder dem DIHT vorstand. 2002 verließ Eva Mayr-Stihl gemeinsam mit ihrem Bruder den Vorstand der Firma, die zu diesem Zeitpunkt 7300 Mitarbeiter und einen Umsatz von über 1,5 Milliarden Euro hatte. Zuletzt war Eva Mayr-Stihl Mitglied im Aufsichtsrat der Stihl AG und stellvertretende Beiratsvorsitzende der STIHL Holding AG & Co. KG.

## Stiftung
Zusammen mit ihrem Ehemann Robert Mayr gründete sie 1986 die nach ihrem Vater benannte Andreas-Stihl-Stiftung, die 2004 in Eva Mayr-Stihl Stiftung umbenannt wurde. Außerdem stiftete sie die im Jahr 2007 in Waiblingen errichtete Stauferstele.
Die Eva Mayr-Stihl Stiftung unterstützt unter anderem seit 2019 die Initiative „Nationalerbe-Bäume“. Gemeinsam mit der Universität Freiburg wurde eine Stiftungsprofessur (W3) für Forstgenetik eingerichtet, auf die zum Oktober 2021 als erste Inhaberin die Biologin Katrin Heer berufen wurde. Die Stiftung vergibt den Deutschen Forstwissenschaftspreis.

## Auszeichnungen
Im November 2009 wurde Eva Mayr-Stihl gemeinsam mit ihrem Bruder Hans Peter Stihl in der Frankfurter Paulskirche der Preis Soziale Marktwirtschaft der Konrad-Adenauer-Stiftung verliehen.
Im September 2011 erhielt Eva Mayr-Stihl das Bundesverdienstkreuz 1. Klasse als Dank für ihr herausragendes Engagement und ihre Verdienste um das Land. Den Verdienstorden überreichte der stellvertretende Ministerpräsident und Minister für Finanzen und Wirtschaft des Landes Baden-Württemberg, Nils Schmid, am Stammsitz des Unternehmens in Waiblingen.
2012 verlieh ihr die Stadt Waiblingen das Ehrenbürgerrecht.